# Melanagromyza compositana
Melanagromyza compositana är en tvåvingeart som beskrevs av Spencer 1959. Melanagromyza compositana ingår i släktet Melanagromyza och familjen minerarflugor. Inga underarter finns listade i Catalogue of Life.